# Frea mabokensis
Frea mabokensis là một loài bọ cánh cứng trong họ Cerambycidae.